# کوپیس

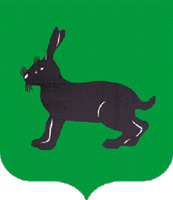
نشان رسمی شهر کاپوییس

کاپوییس (به روسی: Копысь) (به بلاروسی: Копысь) (به لهستانی: Kopyś) (به ییدیش: קאָפּוסט‎) شهری در رایون اورشا در منطقه ویتبسک در کشور بلاروس است.

## پیدایش
در اسناد تاریخی، بنیانگذاری این شهر به ۱۰۵۹ میلادی بازمی‌گردد.

## افراد سرشناس
این شهر محل تولد الکساندر لوکاشنکو رئیس‌جمهور این کشور است.

## بناهای تاریخی
این شهر دارای یک قلعه است.

## یهودیان
جنبش یهودیان حسیدی به نام کاپوست از این شهر آغاز شده‌است. در پایان سده هجده میلادی یک چاپخانه یهودی در این شهر وجود داشته‌است.